# Rhys Evans
Pour les articles homonymes, voir Evans.
Rhys Evans, né le 27 janvier 1982 à Swindon, est un footballeur anglais qui évolue au poste de gardien de but.

## Carrière
Clubs
- 1998-2003 :  Chelsea FC, 0 match
  - fév.2000-mars 2000 :  Bristol Rovers FC (prêt), 4 match
  - nov.2001-avr. 2002 :  Queens Park Rangers (prêt), 11 matchs
  - 2002-nov. 2002 :  Leyton Orient (prêt), 7 matchs
- 2003-2006 :  Swindon Town FC, 118 matchs
- 2006-jan. 2008 :  Blackpool FC, 32 matchs
  - oct. 2007 :  Bradford City (prêt), 4 matchs
- jan. 2008-2008 :  Millwall FC, 21 matchs
- 2008-2009 :  Bradford City, 45 matchs
- 2009-2010 :  Bristol Rovers FC, 3 matchs
- 2010-2011 :  Southend United FC, 13 matchs
- déc. 2011-2012 :  Staines Town FC (en), 11 matchs
- 2012-2013 :  Exeter City FC, 5 matchs
- depuis 2013 :  Hereford United

Sélection
- 2003 :  Équipe d'Angleterre espoirs, 2 matchs